# Dragon Ball Z: Budokai Tenkaichi
Dragon Ball Z: Budokai Tenkaichi, conosciuto in Giappone con il nome di Dragon Ball Z Sparking! (ドラゴンボールＺスパーキング!?, Doragon Bōru Z Supakingu!), è un videogioco 3D, ispirato dall'omonima serie di Akira Toriyama. Sviluppato da Spike, prodotto e pubblicato da Namco Bandai e Atari in Europa e Nord America nel 2005, primo capitolo di una serie videoludica denominata Budokai Tenkaichi.

## Innovazioni
Pur condividendo la colonna sonora dei capitoli precedenti, il primo titolo della nuova serie offre una maggior accuratezza e grado di realismo nella definizione di personaggi e scenari: mentre i protagonisti reagiscono ai danni subìti con la comparsa di ferite sui corpi e usura del vestiario, gli ambienti di gioco presentano elementi interattivi e distruttibili.
Un set di combo e mosse speciali — per la cui esecuzione vanno accumulate riserve energetiche e rispettato un limite temporale — arricchisce la giocabilità, coi livelli disponibili sempre ispirati  all'universo di Dragon Ball: aree desertiche o rocciose, arene del torneo mondiale e del gioco di Cell, rovine urbane, isole, montagne, pianeta Namek, palazzo del Supremo, stanza speciale dello spirito e tempo.
La denominazione Budokai Tenkaichi — sostituita in inglese dall'onomatopeico Sparkling — ha il significato approssimativo di «raduno di arti marziali dei più forti del mondo».

## Modalità di gioco
Le modalità disponibili sono le seguenti:
- Portale Z: la modalità Storia riprende in ordine cronologico i principali archi narrativi delle serie animate Z e GT[3], con filmati iniziali e conclusivi ad accompagnare le varie missioni e scontri.[3] Ogni scenario richiede un determinato obiettivo per il suo superamento, quali per esempio l'annientare il nemico con una specifica tecnica oppure la sopravvivenza sino allo scadere del tempo[3]: l'ottenimento delle sfere magiche rinvenute durante il combattimento è subordinato all'esito positivo dello stesso[3], mentre i punti-bonus collezionati sono necessari per acquistare il materiale extra.
  - La Saga dei Saiyan
  - La Saga di Freezer
  - Battaglia Finale Solitaria
  - Il Guerriero più Forte dell'Universo
  - La Saga degli Androidi
  - Super Guerriero del Futuro
  - Il Super Saiyan Leggendario
  - Minaccia dei Guerrieri Galattici
  - La Saga di Majin Bu
  - Il malvagio Janenba
  - La Rivincita di Baby
  - L'Androide Supremo
  - La Rivincita dei Saiyan
  - L'Imperatore Cosmico
  - L'Androide Supremo[6]
  - Majin il Distruttore
  - La Conquista della Terra
  - Il Vero Torneo Mondiale
- Battaglia Suprema: l'obiettivo è una scalata alla classifica composta da 100 avversari, con avanzamento graduale e occasionale interferenza di altri personaggi.
  - Classifica dei 100 guerrieri
  - Addestramento personaggio
- Torneo mondiale: ispirato al torneo Tenkaichi e al torneo di Cell, in cui l'avversario finale è l'androide nella sua versione perfetta.
  - Livello principiante (3 incontri)
  - Livello esperto (4 incontri)
  - Livello avanzato (5 incontri)
  - Gioco di Cell (5 incontri)
- Duello: uno sfida tra giocatori umani o virtuali.
  - Giocatore vs. CPU
  - Giocatore 1 vs. giocatore 2
  - CPU vs. CPU
- Addestramento: una serie di allenamenti liberi oppure guidati.
  - Pratica
  - Allenamento
- Evoluzione Z: riepilogo degli Oggetti Z (articoli) ottenuti con possibilità di modifica e fusione degli stessi.
  - Oggetti raccolti
  - Modifica oggetti
  - Fusione oggetti
- Illustrazione personaggi: schede illustrative dei personaggi presenti nel roster.

## Personaggi giocabili
Tra i nuovi personaggi figurano Jiaozi e i membri della squadra Ginew assenti in precedenza: Jeeth, Butter e Guldo. Da segnalare anche la nuova trasformazione in scimmia gigante per i personaggi ad essa idonei:
- Goku [ - ; Super Saiyan; Super Saiyan 2; Super Saiyan 3; Super Saiyan 4 ]
- Vegeta [ - ;  Super Saiyan ; Super Vegeta [ Super Saiyan ] ;  Majin Vegeta;  Super Saiyan 2 ;  Super Saiyan 4 ]
- Piccolo
- Crilin
- Yamcha
- Tenshinhan
- Jiaozi
- Gohan bambino
- Gohan ragazzo [ - ;  Super Saiyan ;  Super Saiyan 2 ]
- Gohan [ - ;  Super Saiyan ;  Super Saiyan 2 ; Gohan Supremo ]
- Gt. Saiyaman
- Trunks (con la spada) [ - ;  Super Saiyan ]
- Trunks (combattente) [ - ;  Super Saiyan ; Super Trunks [ Super Saiyan ] ]
- Trunks bambino [ - ;  Super Saiyan ]
- Goten [ - ;  Super Saiyan ]
- Gotenks [ - ;  Super Saiyan ;  Super Saiyan 3 ]
- Vegeth [ - ;  Super Vegeth [ Super Saiyan ] ]
- Gogeta [ Super Saiyan ]
- Super Gogeta [ Super Saiyan 4 ]
- Radish
- Nappa
- Vegeta (Scouter) [ - ; Grande Scimmia (Vegeta) ]
- Saibaiman
- Zarbon [ - ;  Dopo la trasformazione ]
- Dodoria
- Ginew
- Rekoom
- Burter
- Jeeth
- Guldo
- Freezer [ 1ª trasformazione; 2ª trasformazione; 3ª trasformazione; Corpo perfetto; Massima potenza; Mecha Freezer ]
- Androide N° 16
- Androide N° 17
- Androide N° 18
- Androide N° 19
- Androide N° 20
- Cell [ 1ª trasformazione; 2ª trasformazione; Forma perfetta; Cell Perfetto [ Forma perfetta ] ]
- Cell Jr.
- Darbula Sig. Inferi
- Majin Bu (Buono)
- Majin Bu (pura Malvagità)
- Super Bu [ - ; con Gotenks; con Gohan supremo ]
- Kid Bu
- Mr.Satan
- Videl
- Bardak
- Cooler [ Corpo perfetto ]
- Broly
- Bojack [ Dopo la trasformazione ]
- Janenba
- Baby Vegeta
- Super N° 17
- Grande Scimmia
- Goku bambino
- Maestro Muten
- Taobaibai

## Doppiatori
La tabella sottostante riporta i doppiatori del gioco per le versioni americana e giapponese.
| Personaggio                  | Doppiatore giapponese       | Doppiatore americano            |
| ---------------------------- | --------------------------- | ------------------------------- |
| Broly                        | Bin Shimada                 | Vic Mignogna                    |
| Taobaibai                    | Chikao Ōtsuka               | Kent Williams                   |
| Mr. Satan                    | Daisuke Gōri                | Chris Rager                     |
| Stregone del Toro            | Daisuke Gōri                | Kyle Hebert                     |
| Capitano Ginew               | Hideyuki Hori               | Brice Armstrong                 |
| Androide Nº 16               | Hikaru Midorikawa           | Jeremy Inman                    |
| Jiaozi                       | Hiroko Emori                | Monika Antonelli                |
| Bulma                        | Hiromi Tsuru                | Tiffany Volmer                  |
| Maestro Muten                | Hiroshi Masuoka             | Mike McFarland                  |
| Mr. Popo                     | Hiroshi Matsumoto           | Christopher Sabat               |
| Tenshinhan                   | Hirotaka Suzuoki            | John Burgmeier                  |
| Presentatore Torneo Mondiale | Hirotaka Suzuoki            | Eric Vale                       |
| Cell Jr.                     | Hirotaka Suzuoki            | Justin Cook                     |
| Vecchio Kaioh                | Isamu Tanonaka              | Kent Williams                   |
| Re Kaioh                     | Jyoji Yanami                | Sean Schemmel                   |
| Polunga                      | Jyunpei Yanami              | Christopher Sabat               |
| Jeeth                        | Kazumi Tanaka               | Christopher Sabat               |
| Shenron                      | Kenji Utsumi                | Christopher Sabat               |
| Rekoom                       | Kenji Utsumi                | Christopher Sabat               |
| Dr. Gelo                     | Koji Yada                   | Kent Williams                   |
| Majin Bu                     | Kozo Shioya                 | Josh Martin                     |
| Super Bu (con Gotenks)       | Kozo Shioya                 | Justin Cook                     |
| Super Bu (con Gohan Supremo) | Kozo Shioya                 | Justin Cook                     |
| Guldo                        | Kozo Shioya                 | Bill Townsley                   |
| Goku                         | Masako Nozawa               | Sean Schemmel                   |
| Goku bambino                 | Masako Nozawa               | Stephanie Nadolny               |
| Gohan bambino                | Masako Nozawa               | Stephanie Nadolny               |
| Gohan                        | Masako Nozawa               | Kyle Hebert                     |
| Great Saiyaman               | Masako Nozawa               | Kyle Hebert                     |
| Goten                        | Masako Nozawa               | Kara Edwards                    |
| Bardak                       | Masako Nozawa               | Sonny Strait                    |
| Gogeta                       | Masako Nozawa Ryo Horikawa  | Christopher Sabat Sean Schemmel |
| Vegeth                       | Masako Nozawa Ryo Horikawa  | Christopher Sabat Sean Schemmel |
| Gotenks                      | Masako Nozawa Takeshi Kusao | Kara Edwards Laura Bailey       |
| Crilin                       | Mayumi Tanaka               | Sonny Strait                    |
| Androide Nº 18               | Miki Ito                    | Meredith McCoy                  |
| Cell                         | Norio Wakamoto              | Daemon Clarke                   |
| Vegeta                       | Ryo Horikawa                | Christopher Sabat               |
| Freezer                      | Ryusei Nakao                | Linda Young                     |
| Cooler                       | Ryusei Nakao                | Andy Chandler                   |
| Darbula Sig. Inferi          | Ryuzaburo Otomo             | Rick Robertson                  |
| Radish                       | Shigeru Chiba               | Justin Cook                     |
| Androide Nº 17               | Shigeru Nakahara            | Chuck Huber                     |
| Zarbon                       | Syo Hayami                  | Christopher Sabat               |
| Nappa                        | Syozo Izuka                 | Phil Parsons                    |
| Trunks                       | Takeshi Kusao               | Eric Vale                       |
| Trunks bambino               | Takeshi Kusao               | Laura Bailey                    |
| Bojack                       | Tessyo Genda                | Bob Carter                      |
| Janenba                      | Tessyo Genda                | Jim Foronda                     |
| Yamcha                       | Toru Furuya                 | Christopher Sabat               |
| Piccolo                      | Toshio Furukawa             | Christopher Sabat               |
| Grande Scimmia               | Yasuhiko Kawazu             | Shane Ray                       |
| Kaiohshin                    | Yuji Mitsuya                | Kent Williams                   |
| Burter                       | Yukimasa Kishino            | Christopher Sabat               |
| Commentatore                 | Yukimasa Kishino            | James T. Fields                 |
| Androide Nº 19               | Yukitoshi Hori              | Phillip Wilburn                 |
| Dodoria                      | Yukitoshi Hori              | Chris Forbis                    |
| Videl                        | Yuko Minaguchi              | Kara Edwards                    |
| Baby Vegeta                  | Yusuke Numata               | Mike McFarland                  |
| Saibaiman                    | Yusuke Numata               | John Burgmeier                  |

## Serie
- Dragon Ball Z: Budokai Tenkaichi (2005) PlayStation 2
- Dragon Ball Z: Budokai Tenkaichi 2 (2006) PlayStation 2, Wii
- Dragon Ball Z: Budokai Tenkaichi 3 (2007) PlayStation 2, Wii
- Dragon Ball Z: Tenkaichi Tag Team (2010) PlayStation Portable
- Dragon Ball: Sparking! Zero (2024) PlayStation 5, Xbox Series, Steam

## Accoglienza
Il gioco ha ricevuto critiche miste/positive sull'aggregatore di recensioni Metacritic.
| Testata                        | Giudizio |
| ------------------------------ | -------- |
| Metacritic (media al 18-6-201) | 72/100   |
| Eurogamer                      | 4/10     |
| GamePro                        | 3/5      |
| GameSpot                       | 7/10     |
| GameSpy                        | 3.5/5    |
| GameZone                       | 8.3/10   |
| IGN                            | 8.2/10   |
| OPM (USA)                      | 3/5      |
| PALGN                          | 8/10     |
| VideoGamer.com                 | 6/10     |
| X-Play                         | 3/5      |